# Вивье, Клод
Клод Вивье (фр. Claude Vivier; 14 апреля 1948, Монреаль — 7 марта 1983, Париж) — канадский композитор.

## Биография
Родители остались неизвестными, в 2 года был усыновлен небогатой франкоканадской семьей. Долгое время считался глухонемым, заговорил только шестилетним. Пережил мистический опыт, с 13 лет готовил себя к священническому сану, жил в пансионах католического братства маристов, где увлекся музыкой, начал играть на органе и немного сочинять. В 16 лет был исключен из семинарии за гомосексуальность. Поступил в Квебекскую консерваторию в Монреале, где среди других преподавателей учился композиции у Жиля Трамбле (1965—1970). По стипендии уехал изучать электроакустическую музыку в Кёльн, где занимался у Штокхаузена (1970—1974) и познакомился с Кевином Волансом, также учился в Нидерландах (Утрехт) и во Франции у Поля Мефано (Париж). В 1976 предпринял путешествие на Дальний Восток (Япония, Таиланд, Ява, Бали, Иран), оказавшее воздействие на его творчество. Испытал влияние спектральной музыки (Мюрай, Гризе). В 1982 по стипендии вновь приехал в Париж, где собирался работать над оперой о смерти Чайковского.

## Смерть
Был зверски убит у себя дома 45 ударами ножа, нанесёнными 19-летним проститутом, с которым он познакомился несколькими часами раньше в гей-баре. Тело обнаружили только 12 марта, виновный был осужден и понес наказание. На столе осталась незаконченная рукопись хорового сочинения Вивье «Glaubst du an die Unsterblichkeit der Seele?» («Веришь ли ты в бессмертие души?»), в нём описывалась гибель автора в парижском метро от руки незнакомого юноши в чёрном, ударившего его ножом прямо в сердце.

## Творчество и наследие
За 15 лет с 1968 по 1983 написал 49 сочинений, среди которых преобладают вокальные и инструментальные пьесы. Оставил также оперу Коперник: Ритуал смерти (1979, премьера — 1980 в Монреале). Музыку Вивье сближают с движением новой простоты. Его мелодический дар и фантастическое звуковое воображение, несмотря на все эстетические и идеологические расхождения, высоко оценил Дьёрдь Лигети ( Архивная копия от 8 августа 2014 на Wayback Machine), отметив влияние на Вивье церковной псалмодии и григорианского пения, индийской музыки, Скрябина, Мессиана и Стравинского. Высокие оценки музыке Вивье дали также Маурисио Кагель, Кент Нагано и др.
В 1983 в Монреале создано Общество друзей Клода Вивье. В двухтысячные годы его сочинения все более активно исполняются в Европе и США. C 2006 Монреальский симфонический оркестр раз в два года присуждает национальную премию имени Клода Вивье. Права на издание сочинений
Вивье принадлежат британскому издательству Boosey & Hawkes.

## Произведения (в хронологическом порядке)

### 1968
- Ojikawa, для сопрано, кларнета и ударных 14'
- Quatuor No. 1 8'
- Musique pour une liberté à bâtir, для женского хора и оркестра

### 1969
- Prolifération, для волн Мартено, фортепиано и ударных 17' (ред. 1976)

### 1971
- Musik für das Ende, для 20 голосов и ударных 45'
- Hiérophanie, для сопрано и ансамбля 40'

### 1972
- Deva et Asura, для камерного оркестра 15'
- Désintégration, для двух фортепиано 4 скрипок и двух альтов 30'
- Variation I, для магнитофонной ленты 10'
- Hommage, Musique pour un vieux Corse triste, для магнитофонной ленты 28'

### 1973
- Chants, для 7 женских голосов 22' (по заказу Министерства культуры Франции)
- O! Kosmos, для сопрано и хора 7'

### 1974
- Jesus erbarme dich, для сопрано и хора 3'
- Lettura di Dante, для сопрано и 7 инструментов 26'

### 1975
- Гимны к Ночи/ Hymnen an die nacht, для сопрано и фортепиано на стихи Новалиса 5'
- Pièce pour flûte et piano 7'
- Pièce pour violon et clarinette 7'
- Pièce pour violon et piano 9'
- Pièce pour violoncelle et piano 9'
- Pour guitare 5'

### 1976
- Piano-forte, для фортепиано 9'
- Prolifération, для волн Мартено, фортепиано и ударных 15'
- Сиддхартха/ Siddhartha, для оркестра 25'

### 1977
- Journal, для 4 голосов, хора и ударных 50'
- Love Songs, для 7 голосов 23'
- Pulau Dewata, для ансамбля клавишных 13'
- Шираз/ Shiraz, для фортепиано 14'

### 1978
- Парамарибо/ Paramirabo, для 4 инструментов 12'

### 1979
- Kopernikus: Rituel de la mort, опера в двух актах 65'
- Orion, для оркестра 14' (премьерное исполнение — 1980, Монреальский симфонический оркестр, дирижёр — Шарль Дютуа; в апреле 2012 исполнил Джульярдский оркестр, дирижёр Роберт Спано)

### 1980
- Aikea, для 3 ударников 15'
- 5 chansons pour percussion solo 15'
- Lonely Child, для сопрано и оркестра 19' (в 2005—2006 пьесу исполнили Дон Апшоу и Сент-Луисский симфонический оркестр, дирижёр Дэвид Робертсон; в 2012 исполнено Барбарой Ханниган и Торонтским симфоническим оркестром в рамках New Creations Festival в Торонто,  Архивная копия от 21 ноября 2016 на Wayback Machine)
- Zipangu, для струнного оркестра 12' (в 2012 балет на эту музыку показала в Лондоне Саша Вальц; на февраль и март 2013 запланировано исполнение Лос-Аджелесским филармоническим оркестром под руководством Густаво Дудамеля в Лос-Анджелесе, Лондоне и Нью-Йорке)

### 1981
- Бухара/ Bouchara, для сопрано и ансамбля 13'
- Et je reverrai cette ville étrange, для 6 музыкантов 16'
- Prologue pour un Marco Polo, для сопрано, контральто, тенора, баритона баса и ансамбля на слова Гёльдерлина и др. 21' (исполнено и записано в 2006 ансамблем Шёнберга и ансамблем АСКО , дирижёр Рейнберт де Леу)
- Самарканд/ Samarkand, для духового квинтета и фортепиано 14'
- Wo bist du licht!, для меццо-сопрано и ансамбля 21' (в 2009 исполнили в Мюнхене Мари-Анник Беливо и Мюнхенский камерный оркестр, дирижёр Александр Либрайх)

### 1982
- Trois airs pour un opéra imaginaire, для сопрано и ансамбля 15' (в мае 2013 сочинение исполнят в Лондоне Элизабет Аттертон и оркестр Филармония, дирижёр Кваме Райан)

### 1983
- Glaubst Du an die Unsterblichkeit der Seele, для смешанного хора, синтезаторов, ударных, чтеца и ансамбля 8'